# Michael Hennig
Michael Hennig (Ebersbach-Neugersdorf, 14 luglio 1955) è un sollevatore tedesco medagliato europeo, che gareggiò nella categoria dei pesi massimi primi.

## Biografia
Ha militato nell'SC Einheit Dresden, e a livello internazionale nel 1980 vinse la medaglia d'argento ai campionati europei di Belgrado nell'esercizio totale e nello slancio. Partecipò ai Giochi olimpici di Mosca, valevoli anche come campionati mondiali, classificandosi al quarto posto e vincendo una medaglia d'oro nello slancio.
Dopo il ritiro dall'attività agonistica fu allenatore del Dresdner SC. Laureato in ingegneria civile, lavorò in seguito come amministratore tecnico in una banca di Dresda.